# Schefflera hierniana
Schefflera hierniana är en araliaväxtart som beskrevs av Hermann August Theodor Harms. Schefflera hierniana ingår i släktet Schefflera och familjen araliaväxter. IUCN kategoriserar arten globalt som sårbar. Inga underarter finns listade.